# Aabach (Hessel)
Der Aabach ist ein rund 15,3 km langer rechter Nebenfluss der Hessel im nordrhein-westfälischen Kreis Gütersloh.
Er entspringt auf dem Gebiet der Stadt Borgholzhausen im Ortsteil Kleekamp und heißt zunächst für etwa 4 km Vossieks Mühlenbach, dann für etwa 2,3 km Aabach, zwischen Bachkilometer 7,9 und 8,8 Bockhorster Bach und schließlich auf seinem letzten, ca. 7,9 km langen Abschnitt durch die Stadt Versmold bis zur Mündung in die Hessel wieder Aabach. Die Mündung befindet sich auf dem Gebiet der Stadt Versmold östlich von Peckeloh.